# 元氣壽司
株式會社Genki Global Dining Concepts，原稱元氣壽司（日語：元気寿司，げんきずし），是日本一家回轉壽司業者，為東京証券交易所第一部的上市公司（東證1部：9828）。除了元氣壽司外也開設了「千兩」（日語：千両，Senryō）和「魚米」（日語：魚べい，Uobē），亦曾開設了「壽司温度」（日語：すしおんど，Sushi-Ondo，已併入魚米）和「釜屋本舗」（日語：釜や本舗，Kamaya-Honpo，已全線結業）等分店。元氣的母公司——日本最大白米批發商「神明」亦曾擁有壽司郎品牌（2019年6月18日將股權出售）。在中國、香港、新加坡和馬來西亞由香港美心食品集團特許經營。

## 歷史
1968年12月，當年23歲的壽司師傅齊藤文男於日本宇都宮市的江野町開設了「轉轉元祿」（日語：廻る元禄，Mawaru-Genroku）壽司店（現稱為東武店）。使用一種名為「迴轉」（Kaiten）的新發明，成為其中一間率先使用迴轉帶的壽司店。迴轉壽司在日本快速增長，原本昂貴的壽司由於使用現代化的機器，價錢變得大眾化可接受。越來越多的迴轉壽司店開設在栃木縣宇都宮市，而轉轉元祿則在關東地區成為家傳戶曉的名字。
1979年7月26日，齊藤文男用了1000萬日元成立「元祿商事株式会社」（Genroku-Shoji）。配合1980年代飯糰（日語：おにぎり，Onigiri）製作機器及壽司製作機器發明，可每小時製作1000個飯糰，取代傳統手握飯糰，加快壽司普及化。
1984年，齊藤文男開始元祿壽司的經營權業務，將元祿商事株式會社更名為「元祿株式會社」，並於6年後結束。

「元氣壽司」商標

1990年3月8日，元祿壽司商標使用解约，齊藤文男將元祿株式會社更名為「元氣壽司株式會社」。
1991年8月，東京証券交易所上市，分店遍佈日本，包括栃木、福島、群馬、北海道、東京。
1992年5月，於美國夏威夷開設第一間全資海外分店。
1993年5月，David Ben游說元氣壽司向海外發展，繼而成立Genki Sushi Singapore Ltd，管理亞洲經營權。
1994年5月，新加坡元氣壽司開業。
1995年3月，元氣壽司香港首家分店於金鐘遠東金融中心開業；10月，馬來西亞元氣壽司開業。
1997年5月，台灣元氣壽司開業（2012年合約到期結束業務並更名為平田壽司，至2020年停止營運）。
1998年6月，與株式会社グルメ杵屋合併。
2000年2月，曼谷元氣壽司開業。
2005年8月，Burgan Group Holdings Co與元氣壽司簽訂合約，管理中東經營權；10月，成立Genki Sushi Hong Kong Ltd，獨立於新加坡公司，並於2006年起由香港美心食品持有旗下元氣壽司和千兩的經營權。
2007年11月，科威特元氣壽司開業。
2008年2月，Pt. Ilham Putra Wicksana與元氣壽司簽訂合約，管理印尼經營權；5月，Genki Sushi Singapore Ltd合約到期，結束新加坡及馬來西亞分店；6月，Genki Sushi Hong Kong Ltd取得中國經營權（隨後亦取得新加坡及馬來西亞分店經營權，並重新開幕）。
2000年代，日本元氣壽司部份分店由迴轉帶，首創改為新幹線道具專列直接運送壽司到點單的客人枱號旁，其後台灣、新加坡及香港個別分店亦陸續轉用火車送遞壽司。客人利用店內平板電腦點菜後，至壽司經專列送抵，平均僅需約30秒時間。專列壽司即點即做，質素較從前迴轉形式新鮮。由於火車速度快，為安全起見，湯及熱食類如味噌湯、烏龍麵，仍會由店員送上。
2010年6月4日，元氣壽司中國大陸首家分店於深圳羅湖喜薈城開業。
2015年5月13日、日本最大白米批發商「神明」宣布進行收購，目標是收購超過40.0％股份、同年6月17日元氣壽司正式成為神明的子公司。
2015年7月，香港元氣壽司荃灣廣場分店搬遷後以全新概念店示人，由以往的迴轉壽司改為安裝上中下共三層「火車軌」送壽司，成為香港首間使用火車軌的元氣壽司，並重新命名為元氣高速線。其後新開張分店如荃灣綠楊坊、東港城等分店會採用此模式，及把現有分店如觀塘Apm、太古康山、大埔超級城、黃大仙中心南館亦陸續改為採用此模式，並以元氣高速線營運。
2018年10月，元氣壽司的母公司，剛完成公司改組的「神明控股」牽線，以大約400億日圓（約27.7億港元）從英國投資基金Permira手上收購壽司郎全球控股（今FOOD & LIFE Companies）33%的股份，完成收購後，兩品牌銷售額，共佔日本市場3成，但仍會維持兩個獨立品牌。
2019年6月18日，神明控股和壽司郎全球控股的業務聯盟解散，並將股權出售。
截至2024年5月，香港元氣壽司目前有80家分店，絕大部分分店皆為元氣高速線。剩下的迴轉壽司分店（金鐘遠東金融中心）亦準備翻新成高速線。
2024年5月17日，元氣壽司宣布自8月1日起公司更名為「Genki Global Dining Concepts」，是自1990年從“元祿”改為現名以来，時隔34年再度更改公司名稱，而旗下的「元氣壽司」、「魚米」和「千兩」將繼續以現名經營。

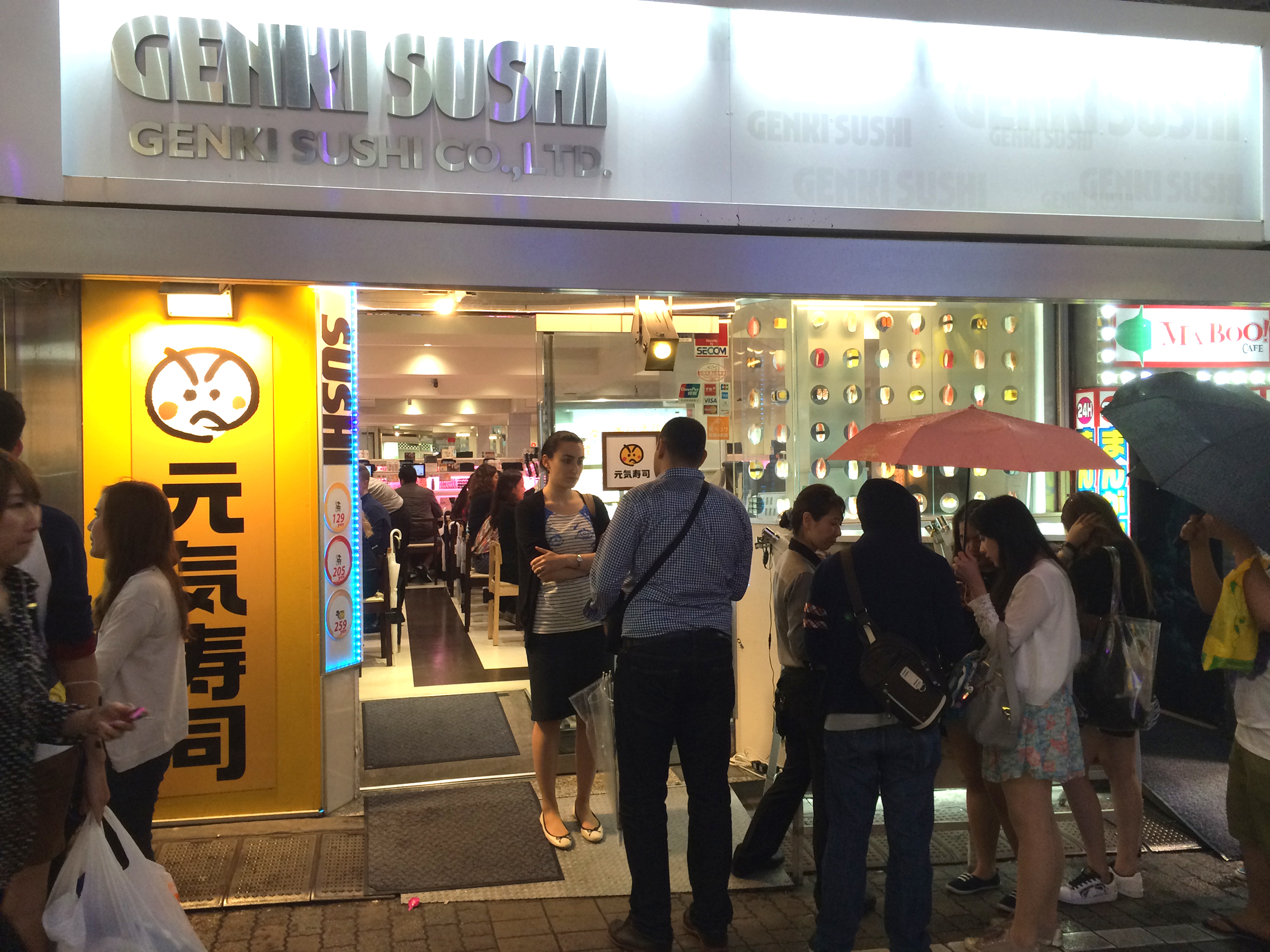
日本東京澀谷分店

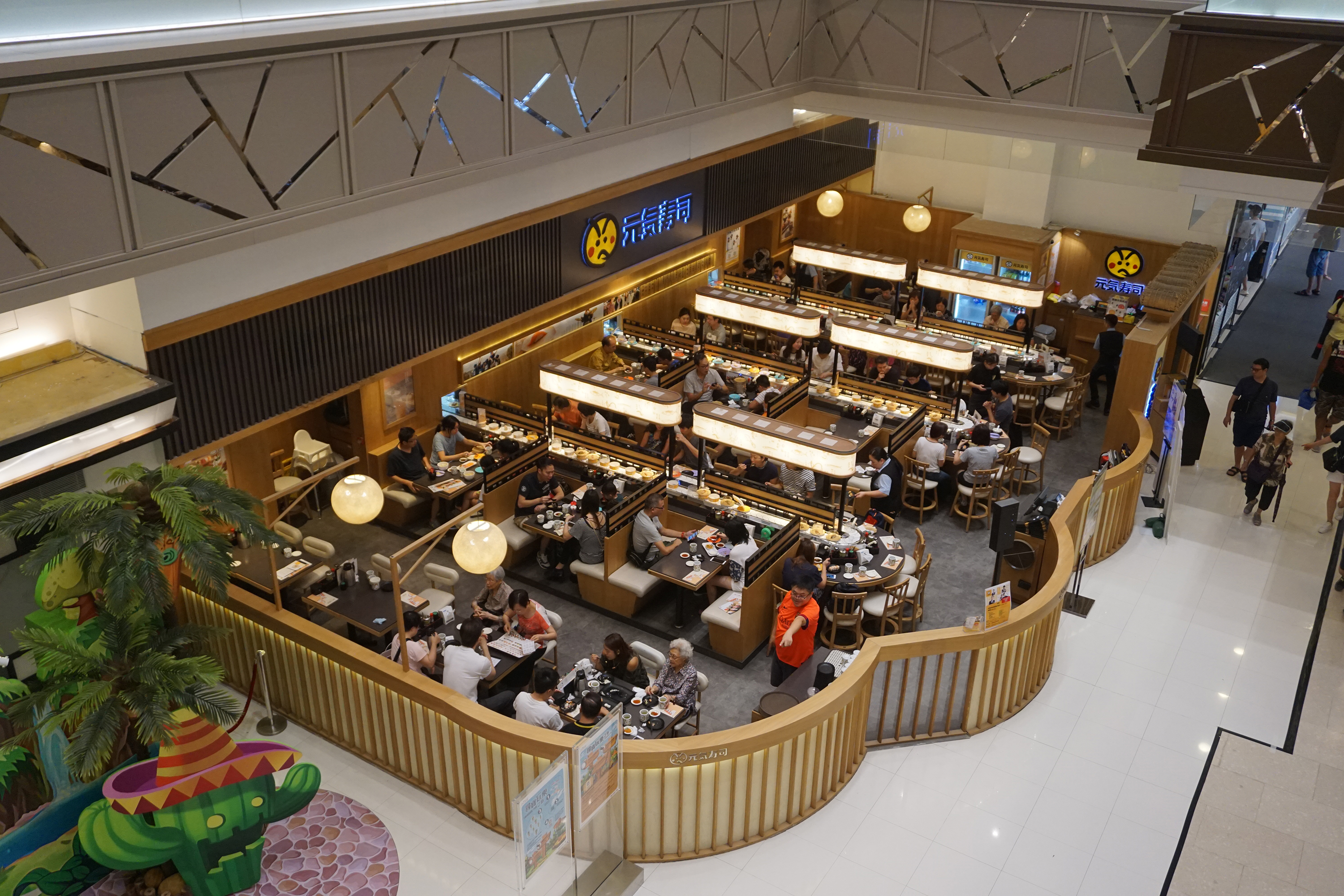
香港杏花新城分店

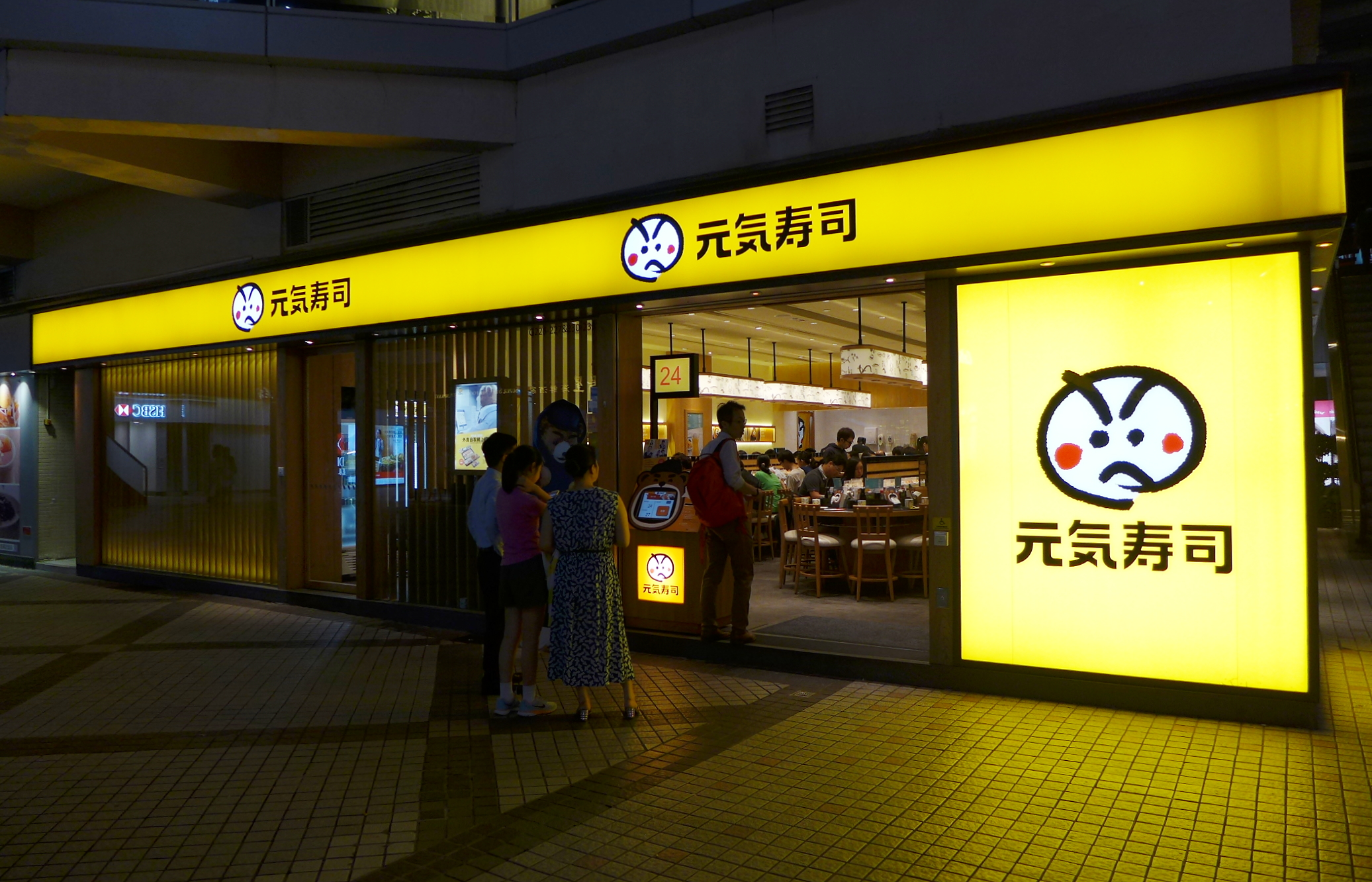
香港淘大商場分店

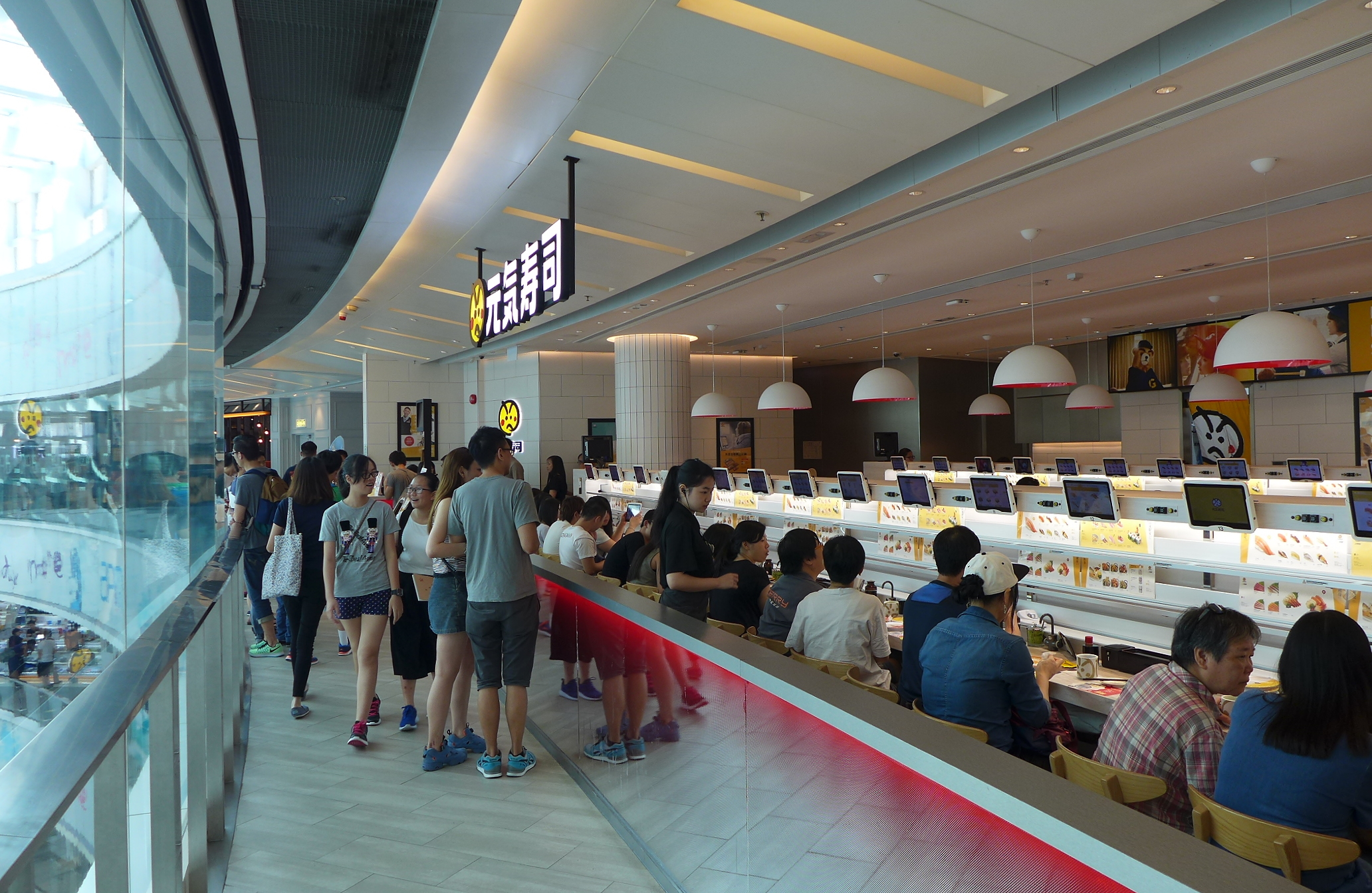
香港apm分店採用高速列車送壽司，食客用平板電腦點菜

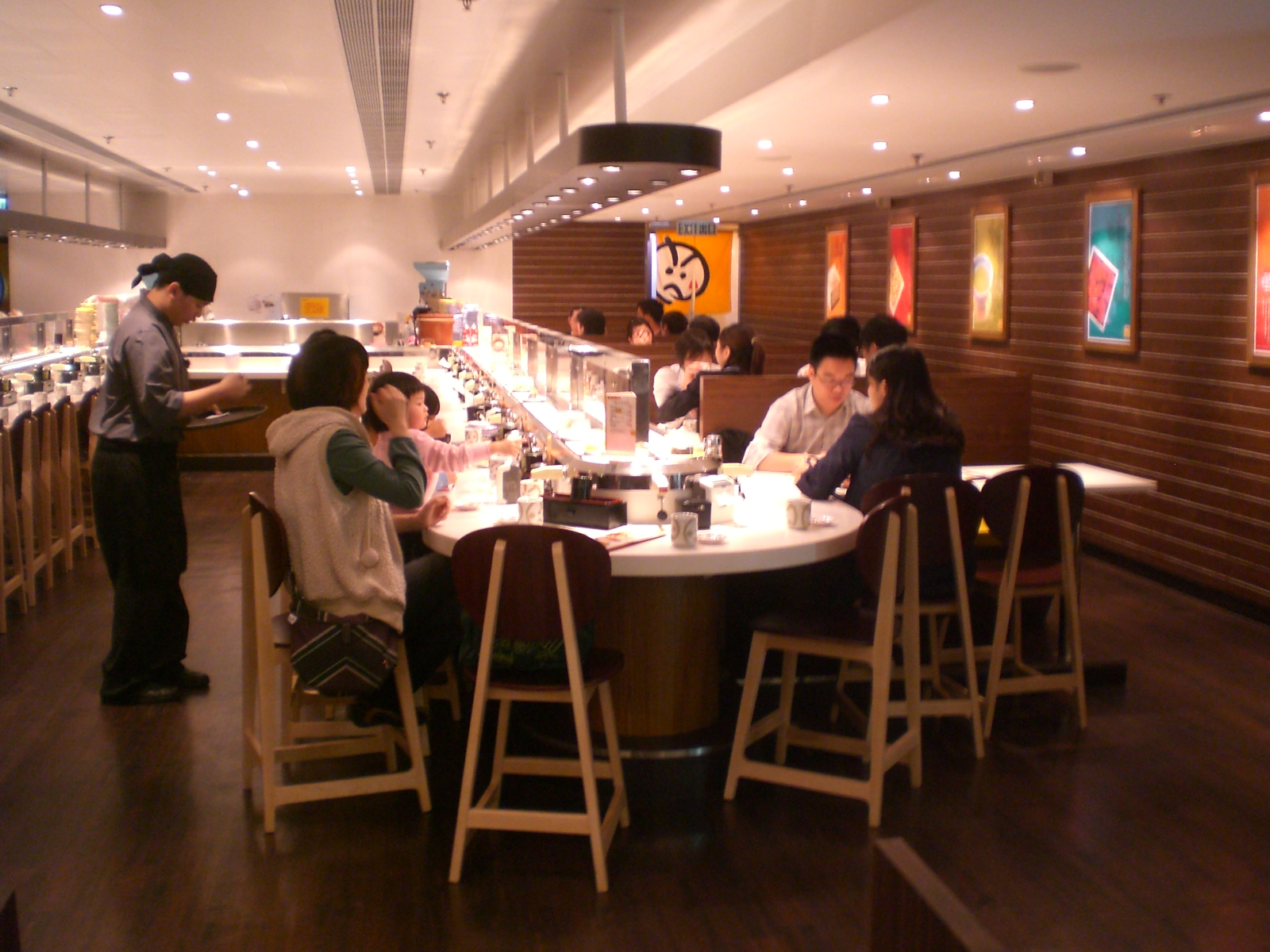
香港元朗廣場分店

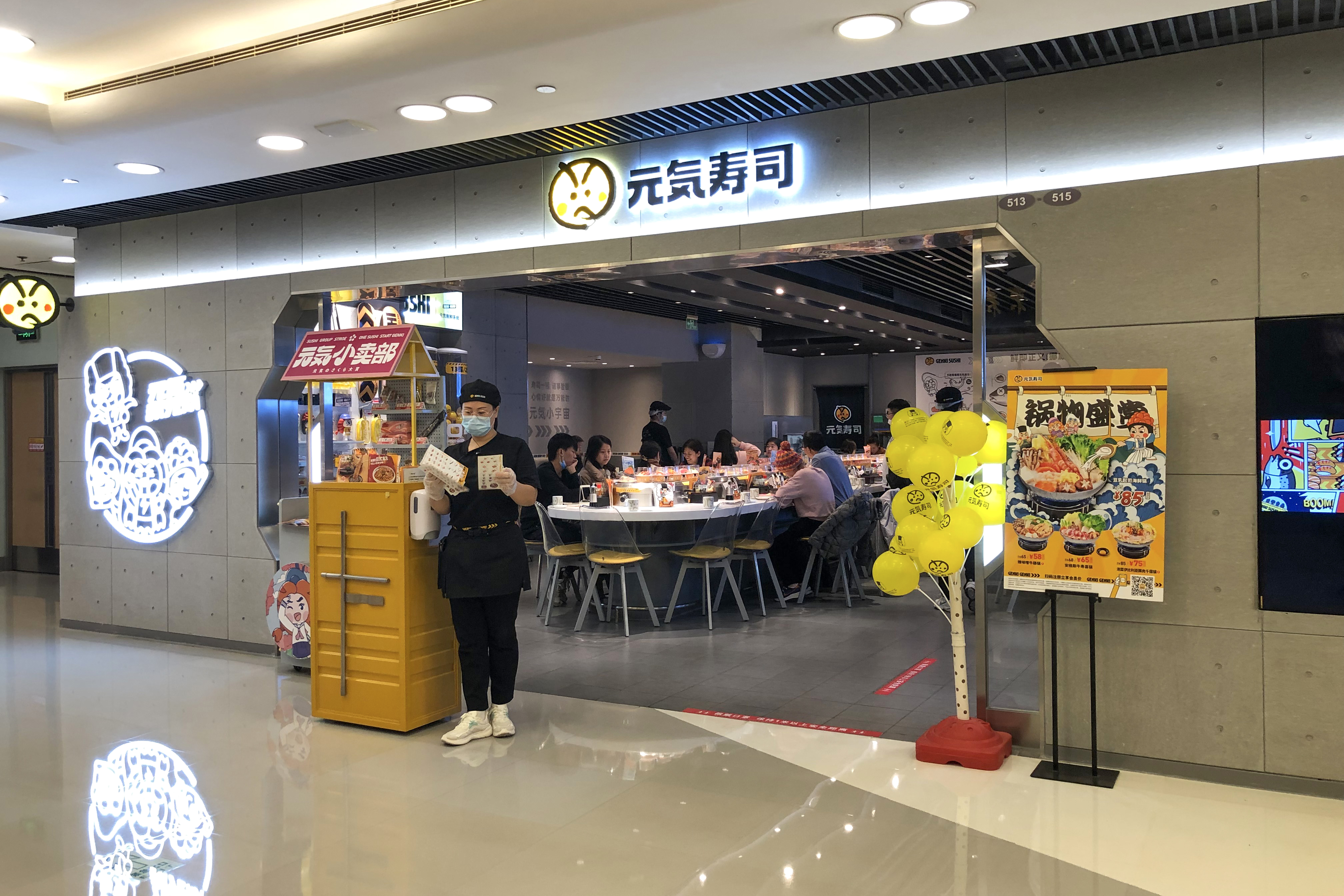
北京apm分店

## 爭議

### 被驗出刺身有寄生蟲
2019年4月，香港消費者委員會從市面上抽查50款三文魚及吞拿魚刺身，發現元氣壽司太古康怡廣場分店的吞拿魚刺身發現線蟲及蟲卵。元氣壽司稱不認同測試結果，指食材已通過衛生及食物安全測試，符合本地及國際條例，但未有交代貨源。

### 關於反修例事件立場的爭議

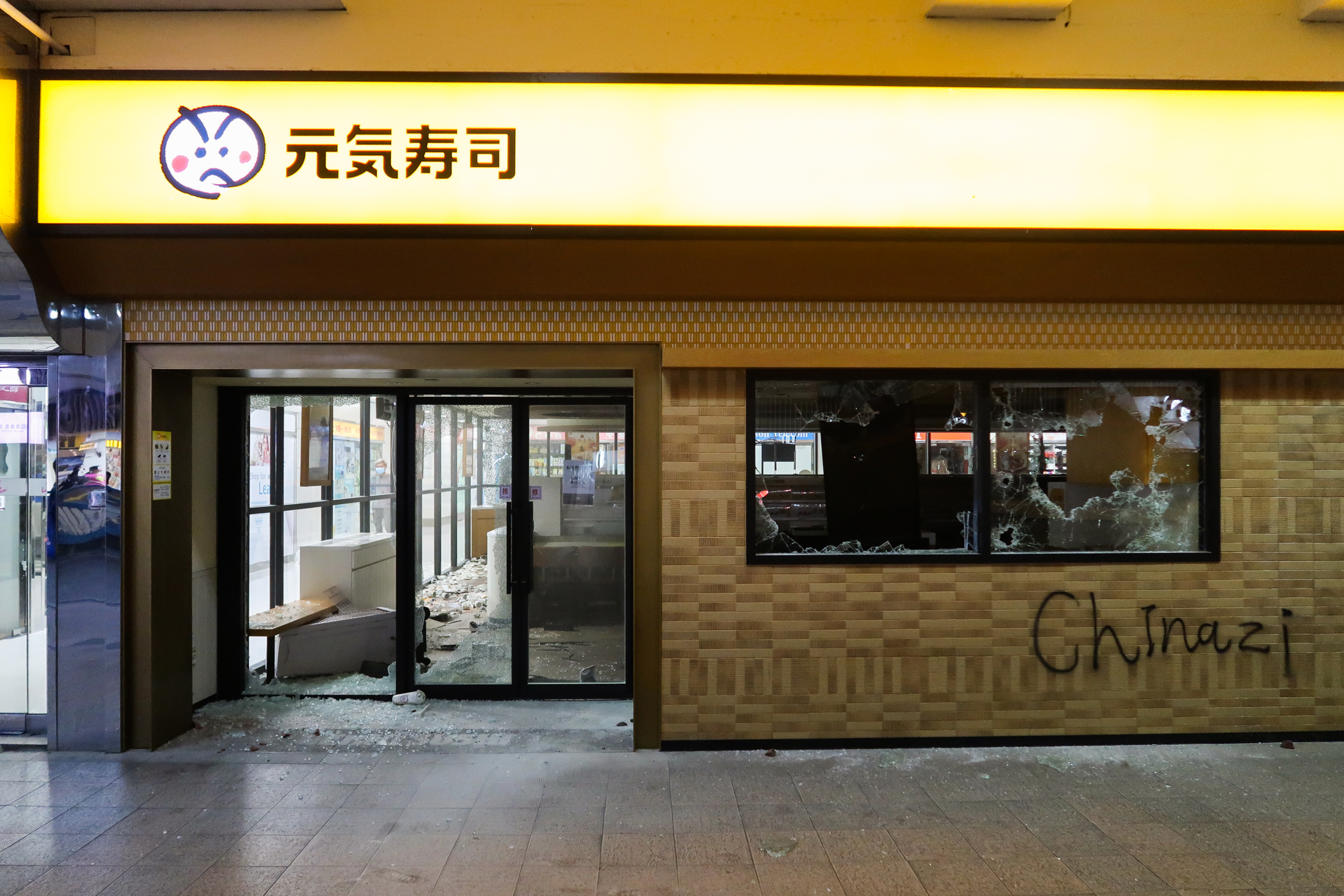
元氣壽司在沙田好運中心分店被部分示威者大肆破壞（10月4日）

元氣壽司在香港的特許經營商美心集團創辦人的長女伍淑清於2019年9月10日出席聯合國人權理事會會議，發表演講批評反對逃犯條例修訂草案運動的示威者的行徑，指示威者的意見並不代表所有香港人。有示威者不滿伍淑清的言論發起杯葛美心集團旗下食肆。美心集團其後發表聲明指伍淑清並沒有參與集團的管理，亦沒有擔任任何職務，加上伍淑清本人亦只是間接持有0.17%的美心股權，但針對美心集團的打砸攻击至今仍未平息，9月下旬起，在香港多間由美心集團經營的食肆，包括元氣壽司被破壞。2019年10月15日，民建聯主席李慧琼於Facebook貼上多張元氣壽司產品及進食之圖片，表示以實際行動撐近期受暴力影響的商店。

## 資料來源
1. ↑  . 壹週刊. 2019-10-30  [2020-01-01]. （原始内容存档于2020-01-01）.
2. 1 2 3 4 5  . 飲食男女. 2015年7月20日  [2015年7月20日]. （原始内容存档于2017年9月29日）.（繁體中文）
3. ↑   (PDF) (新闻稿). 元気寿司株式会社. 2019-06-18  [2023-05-31]. （原始内容存档 (PDF)于2022-01-13）.
4. ↑  . 日本經濟新聞. 2024-05-17  [2024-05-22]. （原始内容存档于2024-05-22）.
5. ↑  . 明報. 2019-04-16  [2019-04-20]. （原始内容存档于2019-10-25）.
6. ↑  . 香港經濟日報. 2019-09-23. （原始内容存档于2020-08-26）.
7. ↑  . 明報. 2019-09-23. （原始内容存档于2020-10-26）.
8. ↑  . 信報財經新聞. 2019-09-24. （原始内容存档于2020-10-27）.
9. ↑  李恩慈. . 香港01. 2019-09-24. （原始内容存档于2019-09-24）.
10. ↑  .   [2021-12-29].
11. ↑  張美華. . 香港01. 2019-09-29. （原始内容存档于2020-10-28）.
12. ↑  .   [2021-12-29]. （原始内容存档于2019-12-24）.
13. ↑  .   [2021-12-29].
14. ↑  . 香港01. 2019-10-15  [2020-09-08].

## 外部連結
- 元気寿司（株）（页面存档备份，存于）
- 元気寿司(香港)（页面存档备份，存于）
- （株）グルメ杵屋 （页面存档备份，存于）
- 平田寿司 (原台灣元氣寿司)
- Yummy Sushi弥味寿司 壽司專門店(原平田寿司)